# Irene Grazioli
Irene Grazioli (Bologna, 28 luglio 1961) è un'attrice italiana.

## Biografia
Nata a Bologna, è nipote del regista Camillo Mastrocinque.

## Filmografia

### Cinema
- Sirena, episodio di Provvisorio quasi d'amore, regia di Francesca Marciano (1988)
- Treno di panna, regia di Andrea De Carlo (1988)
- Dicembre, regia di Antonio Monda (1990)
- Marcellino pane e vino, regia di Luigi Comencini (1991)
- La neve sul fuoco, episodio di La domenica specialmente, regia di Marco Tullio Giordana (1991)
- Mediterraneo, regia di Gabriele Salvatores (1991)
- Verso sud, regia di Pasquale Pozzessere (1992)
- Il ventre di Maria, regia di Memè Perlini (1992)
- Il gioiello di Arturo, regia di Toni Occhiello (1993)
- L'estate di Bobby Charlton, regia di Massimo Guglielmi (1995)
- 3, regia di Christian De Sica (1996)
- Festival, regia di Pupi Avati (1996)
- Il violino rosso, regia di François Girard (1998)

### Televisione
- I due Don Giovanni, regia di Mario Martone
- Provvisorio quasi amore, regia di Silvio Soldini
- La donna del mare, regia di Gianni Serra
- I ragazzi del muretto, registi vari
- Lui e lei, regia di L. Manuzzi
- Una donna per amico 3, regia di A. Manni
- Giamburrasca ritorna, regia di S. De Santis
- Ricominciare, registi vari
- Incantesimo 3, regia di Alessandro Cane e Tomaso Sherman (2000)
- Uno bianca, regia di Michele Soavi (2001)
- Attacco allo Stato, regia di Michele Soavi (2006)

## Teatro
- Tracce tratto da E. Sanguineti, regia M. Lucchesi, teatro 2 di Roma
- Mexico city, regia M. Lucchesi, teatro 2 di Roma
- In pasto tratto da E. Sanguineti, regia M. Lucchesi  , teatro 2 di Roma
- Satiricon tratto da E. Sanguineti, regia M. Lucchesi , teatro 2 di Roma
- I drammi marini di O'Neil, regia di Sheriff
- Stasera si può entrare fuori, regia di Andrée Ruth Shammah, teatro Franco Parenti Milano, maggio 2017